# Heinrich Bening
Daniel Heinrich Ludwig Bening (* 5. Februar 1801 in Neuenhaus; † 7. März 1895 in Hannover) war ein deutscher Volkswirt und Jurist. Als Mitglied des Preußischen Abgeordnetenhauses und hannoverscher Verwaltungsbeamter im Staatsrat spielte in der hannoverschen Wirtschafts-, Sozial- und Verwaltungsgeschichte des 19. Jahrhunderts eine prägende Rolle.

## Leben
Bening war der Sohn des Landarztes Bernhard Friedrich Bening (1752–1806) und seiner Frau, Maria Elisabeth Feltrup, einer Tochter des Neuenhauser Richters und Gaugrafen Johann Gerhard Cramerus.
Nach einem Studium der Rechtswissenschaften von 1819 bis 1822 in Göttingen und einer Anstellung als Advokat in Bentheim wechselte Bening 1824 in den Verwaltungsdienst des standesherrlichen Amtes Bentheim. Sein Bruder Wilhelm Bening (1797–1881) war dort von 1838 bis 1857 Amtmann, seine beiden anderen Brüder wirkten ebenfalls als reformierter Pfarrer bzw. Arzt im Bentheimer Land. 1833 wechselte Heinrich Bening als Hilfsbeamter in das hannoversche Amt des Innern in die Landeshauptstadt. Dort wurde er 1840 Kanzleirat und Vortragender Rat und 1843 Regierungsrat. Bening vertrat die Städt der Grafschaft Bentheim von 1832 bis 1837 in der Zweiten Hannoverschen Kammer. Der Neuenhauser fungierte von 1839 bis 1848 als Mitglied des hannoverschen Staatsrats. 1849 bis 1854 war Bening Abgeordneter in der Ersten Hannoverschen Kammer. Seit 1851 Geheimer Regierungsrat im Innenministerium entstanden dort unter seiner Führung unter anderem das hannoverische Polizei- und Forststrafgesetz. Auch an der Gewerbeordnung von 1847 war er beteiligt. Von 1841 bis 1848 war außerordentliches Mitglied, bis er berufenes Mitglied und 1852 Nachfolger als Generalsekretär des Staatsrats von Johann Friedrich Wedemeyer wurde. Bening hatte das Amt bis 1855 inne, als er aus dem Staatsrat ausschied und als Leiter des hannoverschen Amtes zunächst in Ilten, dann 1859 in Wennigsen tätig war. Dort wurde er 1868 zum Amtshauptmann ernannt.
Im Staatsrat folgte ihm Finanzdirektor Carl Ludwig Bar.
Seit spätestens 1856 bis 1866 vertrat der liberale Bening die Orte Münder, Pattensen und Umgebung in der Zweiten Hannoverschen Kammer. 1867 bis 1876 vertrat Bening als Nationalliberaler den Wahlkreis Wennigsen im Preußischen Abgeordnetenhaus, wo er sich einen Namen als Gegner des emsländischen Abgeordneten Ludwig Windthorst machte, gegen dessen Verteidigung des Herzogtum Arenberg-Meppen vor der Auflösung er bekämpfte. Seine Wahlbewerbung im Bentheimer Land scheiterte 1867.
1883 wurde Bening pensioniert und starb 1895 in Hannover.
Die Förderung der hannoverischen Agrarreform gilt als sein Hauptverdienst. Der größte Teil seiner Schriften betrifft dieses Gebiet.

## Schriften (Auswahl)
- Bemerkungen über den Entwurf des Staatsgrundgesetzes für das Königreich Hannover, Hannover 1832.
- Die Sparkassen und Sterbekassen im Königreich Hannover, Hannover 1840.
- Die hannoversche Gesetzgebung über Teilung der Gemeinheiten und Zusammenlegung der Grundstücke, 1848
- Die hannoversche Landeskreditanstalt, 1851
- Die Anfänge der Gemeinheitsteilungen und Verkuppelungen im Königreich Hannover, 1858.
- Die Bauernhöfe und das Verfügungsrecht darüber, Hannover 1862.
- Hannover bei seiner Vereinigung mit Preußen. Zur schonenden Ueberleitung seiner Zustände, Hannover 1866.
- Welches Volk hat mit den Sachsen Britannien erobert und diesem den Namen England gegeben?, in: Zeitschrift des Historischen Vereins für Niedersachsen, Hannover 1888, S. 1–19.
- Das deutsche Reichswahlgesetz und seine Umgestaltung, Hannover 1892.